# Белен, Рауль
Рауль Оскар Белен (исп. Raúl Oscar Belén; 1 июля 1931[…], Санта-Фе — 22 августа 2010, Росарио, Санта-Фе) — аргентинский футболист, нападающий.
Рауль Белен умер в 2010 году от последствий пневмонии.

## Клубная карьера
Рауль Белен начинал свою футбольную карьеру в команде «Ньюэллс Олд Бойз» в 1951 году. В 1957 году Белен перешёл в клуб «Расинг», в составе которого дважды становился чемпионом Аргентины. В 1965-м году Белен возвращается в «Ньюэллс Олд Бойз», где спустя 2 сезона и заканчивает свою карьеру футболиста.

## Международная карьера
Рауль Белен попал в состав сборной Аргентины на Чемпионат мира 1962 года. Из 3-х матчей Аргентины на турнире Белен играл в двух: в играх группового турнира против сборных Болгарии и Северной Ирландии.

## Достижения

### Клубные
Расинг
- Чемпионат Аргентины (2): 1958 (чемпион), 1961 (чемпион)